# Berka (Sondershausen)
Berka an der Wipper ist ein Ortsteil der Stadt Sondershausen im Kyffhäuserkreis. Am 15. Juni 1128 wurde Berka erstmals urkundlich erwähnt. Ende 1997 wurde der Ort nach Sondershausen eingemeindet.

## Geografische Lage
Das Dorf liegt östlich von Sondershausen am Fluss Wipper im Wippergau zwischen Hainleite und Windleite. An den sogenannten Kleinen und Großen Loh schließt sich das Naturschutzgebiet Filsberg an. Weiter westlich liegt in der Berkaer Flur ein Sumpfgebiet namens „Marteborn“, welches einen Durchmesser von etwa 50 m hat.

## Geschichte
Urkundliche Namensformen des Dorfes sind: Bercha, Bergka, Bercke und Berke.
Im 11. Jahrhundert soll es in Berka eine Burg bzw. ein Vorwerk gegeben haben, das sich im Besitz des Stifts Jechaburg befand. Die Grafen von Rothenburg und Kirchberg meldeten ebenfalls Besitzansprüche daran an, sodass es zu Streitigkeiten kam. Der Mainzer Erzbischof veranlasste daraufhin einen Tausch. Rodulf, Markgraf der Altmark, bekam das Vorwerk; Jechaburg das Dorf Huson im Geschling (oder auch als das Grass bezeichnet). Später geriet das Vorwerk in den Besitz der Grafen von Schwarzburg, die den Besitz als Lehensgut unter anderem an die Herren von Rüxleben, von Sondershausen und von Bessingen weitergaben. Schon um 1900 war von der Burg bzw. dem Vorwerk kein Rest mehr vorhanden.
Eine Rarität im Dorf ist das Goethe-Stammhaus. Während des Dreißigjährigen Krieges errichtete 1656 Hans Göthe dieses Haus auf den Mauern des Vorgängerbaues. Der Erbauer war der Ur-Urgroßvater von Johann Wolfgang Goethe. Sein zweiter Sohn Hans Christian ließ sich als Hufschmied in Artern nieder. Dessen Sohn Friedrich Georg Göthe ging 1685, nach Ausbildung in Lyon, Frankreich, als Tuchmacher und Seidenschneidermeister nach Frankfurt am Main, wo er 1705 durch zweite Ehe, Inhaber des berühmten Gasthauses "Zum Weidenhof" an der Zeil wurde. Er legte damit den Grundstein für das Vermögen der Familie in Frankfurt. Trotz intensiver Nachforschung erfuhr Goethe nie von seinen Vorfahren aus Berka, sodass er auch nie dieses Dorf kennenlernte. Nach neuestes Forschungen wird sogar angenommen, dass Goethe seine Herkunft bewusst verschwieg und seinen Großvater lediglich in seinem Werk "Dichtung und Wahrheit" nur kurz ohne Namensnennung erwähnt.
Im Jahr 1723 wurde die Dorfkirche St. Viti errichtet, in ihr hängt eine 1704 in Erfurt gegossene Kirchenglocke; diese hat einen Durchmesser von 1,35 Metern.
Neben der Kirche erbaute man 1852 aus grünen Sandsteinquadern die fürstliche Domäne. Sie bestand aus den einstigen Ländereien des Vorwerkes. Berka gehörte zu den „Küchendörfern“ des fürstlichen Hofes. Das hieß, dass das Dorf die fürstliche Hofküche vom Residenzschloss in Sondershausen mit Gemüse versorgen musste. Berka gehörte bis 1918 zur Unterherrschaft des Fürstentums Schwarzburg-Sondershausen.
1937 bis 1940 wurde in einer früheren Schachtanlage „Glückauf“ eine Heeres-Munitionsanstalt (Muna) eingerichtet, in der bis 1945 gearbeitet wurde. Die Anlage wurde dann von der Roten Armee ausgeschlachtet. Am 28. Dezember 1945 kam es zu einem Unglück, dem 16 Menschen, überwiegend Frauen, zum Opfer fielen (davon acht aus Berka). Bei einem Brand hatten sich unter Tage giftige Gase entwickelt. Zur DDR-Zeit diente bis 1990 ein Teil der Anlage als Munitionsdepot, zunächst eines Mot.-Schützen-Regiments, dann eines Panzerregiments der NVA.
Berka wurde um den 10. Mai 1945 von der US-Armee besetzt und Anfang Juli an die Rote Armee übergeben. Diese stellte hier mit erbeuteten deutschen Raketen die erste existierende sowjetische Raketen-Einheit auf. Auch V2-Raketen wurden hier von der Roten Armee getestet.
Bis 1968 wurden noch Dorfnachrichten mit einer Handglocke ausgerufen. Danach wurden die neuesten Mitteilungen über den Dorffunk verbreitet.
Am 31. Dezember 1997 verlor die Ortschaft Berka an der Wipper ihre Eigenständigkeit und wurde mit ihren etwa 1000 Einwohnern in die Kreisstadt Sondershausen eingemeindet.

## Sehenswürdigkeiten
- Kirche St. Viti
- Denkmal auf dem Kirchhof (mit Namenstafeln) für die Gefallenen beider Weltkriege und für die bei dem Munitionsunglück im Schacht IV im Dezember 1945 umgekommenen sechs Frauen und zwei Männer aus Berka: „Zum Gedenken unserer Opfer 1914–1918 und 1939–1945“
- Wirtschaftsgebäude der früheren Domäne
- Goethe-Stammhaus
- Wohnhaus Goethe-Str. 13, nach 1700 als Bauernhaus errichtet

## Persönlichkeiten

### In Berka geborene Persönlichkeiten
- Ute Mahler (* 1949), Fotografin

### Weitere Persönlichkeiten mit Bezug zu Berka
- Ludwig Schirmer (1929–2001), Fotograf, lebte bis 1961 als Müller im Ort

## Vereinsleben in Berka
- Sportgemeinschaft Berka e. V.
- Kirmes Verein Berka e. V.